# 785년

## 연호
- 당(唐) 정원(貞元) 원년
- 일본(日本) 엔랴쿠(延暦) 4년

## 기년
- 당(唐) 덕종(德宗) 6년
- 신라(新羅) 선덕왕(宣德王) 6년 / 원성왕(元聖王) 원년
- 발해(渤海) 문왕(文王) 49년

## 사건
- 발해의 문왕이 동경 용원부로 천도하였다.
- 선덕왕이 자식없이 세상을 떠남.
- 집중 호우로 김주원 집이 물에 잠김.
- 내물 12대 후손 김경신이 원성왕으로 왕의 자리에 오름.

## 사망
- 신라(新羅) 37대 왕 선덕왕(宣德王)